# ネオパンダ
ネオパンダは、日本の音楽ユニット。メンバーは、シンガーソングライターの神野メイ（コンポーザー・アレンジャー・ボーカル）と元松美紅（メインボーカル）。
2025年1月1日に、TikTok、Instagram、YouTube Shortsでデモ音源の投稿開始、活動をスタート。2025年4月12日に1stシングル『狂気の沙汰DAY』（きょうきのサタデー）でデビュー。
「【聴く少女漫画】をコンセプトにピュアを届ける」音楽ユニットとして、日本が世界に誇る漫画カルチャー、特に少女漫画や女性向け漫画を音楽に落とし込み、楽曲からときめきを広がらせる挑戦的なプロジェクト。ビジュアルクリエイティブは、漫画家による書き下ろし漫画を中心に展開している。

## 概要
2024年12月13日リリースの元松美紅のシングル『上昇温度』のアレンジを神野がしたことがきっかけ。データの授受やアレンジの過程を通して神野が元松の声やスキルに惹かれたことでネオパンダを結成。（ラジオ出演時に話している）
楽曲には必ず漫画がセットでコンパイルされており、歌詞や楽曲とリンクした漫画が毎作描かれている。描かれた漫画はXやInstagramなどのSNSの他、公式pixivに掲載されている。
YouTubeには漫画を生かしたMusic VideoやLyric Videoの他、元松が歌唱しているリップシンク動画（Official Videoと表記）や歌詞とオーディオスペクトラムで形成されたOfficial Audioが公開されている。

## ディスコグラフィ
|     | リリース日    | 楽曲タイトル               | 作詞     | 作曲     | 編曲     | 漫画家 | レーベル             |
| --- | ------------- | -------------------------- | -------- | -------- | -------- | ------ | -------------------- |
| 1st | 2025年4月12日 | 狂気の沙汰DAY              | 神野メイ | 神野メイ | 神野メイ | 鞠音   | blowout Music Labels |
| 2nd | 2025年5月14日 | サディスティック・ロマンス | 神野メイ | 神野メイ | 神野メイ | saaco  | blowout Music Labels |
| 3rd | 2025年6月13日 | 失恋界隈                   | 神野メイ | 神野メイ | 神野メイ | Haruko | blowout Music Labels |

## メディア出演
| オンエア日    | 放送局     | 番組名                    | 出演者                                     |
| ------------- | ---------- | ------------------------- | ------------------------------------------ |
| 2025年4月5日  | RKBラジオ  | もちこみっ！SP！          | 元松美紅（スタジオ）、神野メイ（リモート） |
| 2025年4月7日  | RKBラジオ  | #さえのわっふる           | 神野メイ（スタジオ）、元松美紅（リモート） |
| 2025年4月16日 | FM FUKUOKA | Hyper Night Program GOW!! | 神野メイ（スタジオ）                       |
| 2025年4月21日 | KBCラジオ  | KBC MUSIC PROGRAM FUZZ    | 神野メイ（スタジオ）、元松美紅（電話）     |
| 2025年5月1日  | LOVE FM    | スイッチオン！DAYTIME     | 神野メイ（スタジオ）                       |
| 2025年6月13日 | LOVE FM    | music × serendipity       | 神野メイ（スタジオ）、元松美紅（コメント） |
| 2025年6月19日 | KBCラジオ  | アサデス。ラジオ          | 神野メイ（スタジオ）                       |
| 2025年6月26日 | RKBラジオ  | #さえのわっふる           | 神野メイ（スタジオ）                       |

1. ↑  “ネオパンダ”. TuneCore Japan. 2025年8月7日閲覧。
2. ↑  “ネオパンダ、衝撃のデビューシングル「狂気の沙汰DAY」配信開始＆MV公開 | Musicman”. 音楽業界総合情報サイト | Musicman (2025年4月12日). 2025年8月7日閲覧。
3. ↑  “ネオパンダ / neopanda”. sites.google.com. 2025年8月7日閲覧。
4. ↑  元松美紅 (2024-12-13), 上昇温度 / 元松美紅（official Music Video） 2025年8月7日閲覧。
5. ↑  “ネオパンダ”. pixiv. 2025年8月7日閲覧。
6. ↑  “ネオパンダ / neopanda”. YouTube. 2025年8月7日閲覧。
7. ↑  “ネオパンダ”. TuneCore Japan. 2025年8月7日閲覧。
8. ↑  “ネオパンダ / neopanda - News”. sites.google.com. 2025年8月7日閲覧。